# Смолянка (нижний приток Десны)
Смолянка (укр. Смолянка) — река, протекающая в Черниговской области Украины, левый приток реки Десна в бассейне Днепра.
Длина реки 40 км, а площадь бассейна — 398 км². Притоки: левый Малофа, правый Ушня.
Исток находится на востоке от села Коростень (Куликовский район), которое расположено на берегу этой реки, далее река течёт через Черниговский район, где протекает по пгт Олишевка, далее в этом районе на берегу реки расположены сёла Топчиевка, Серединка, Сеножатское, после чего река течёт в Козелецком районе, где на её берегу расположились сёла Копачов и Надиновка, далее река впадает в Десну.
В пойме реки (верхнее течение) расположен гидрологический заказник местного значения Река Смолянка (площадью 230 га); заказник Викторовщина (площадью 12 га) — занимает низинной болото в пойме реки.